# Tournefortia caeciliana
Tournefortia caeciliana är en strävbladig växtart som beskrevs av Ludwig Eduard Loesener. Tournefortia caeciliana ingår i släktet Tournefortia och familjen strävbladiga växter. Inga underarter finns listade i Catalogue of Life.